# Calcolatrice meccanica

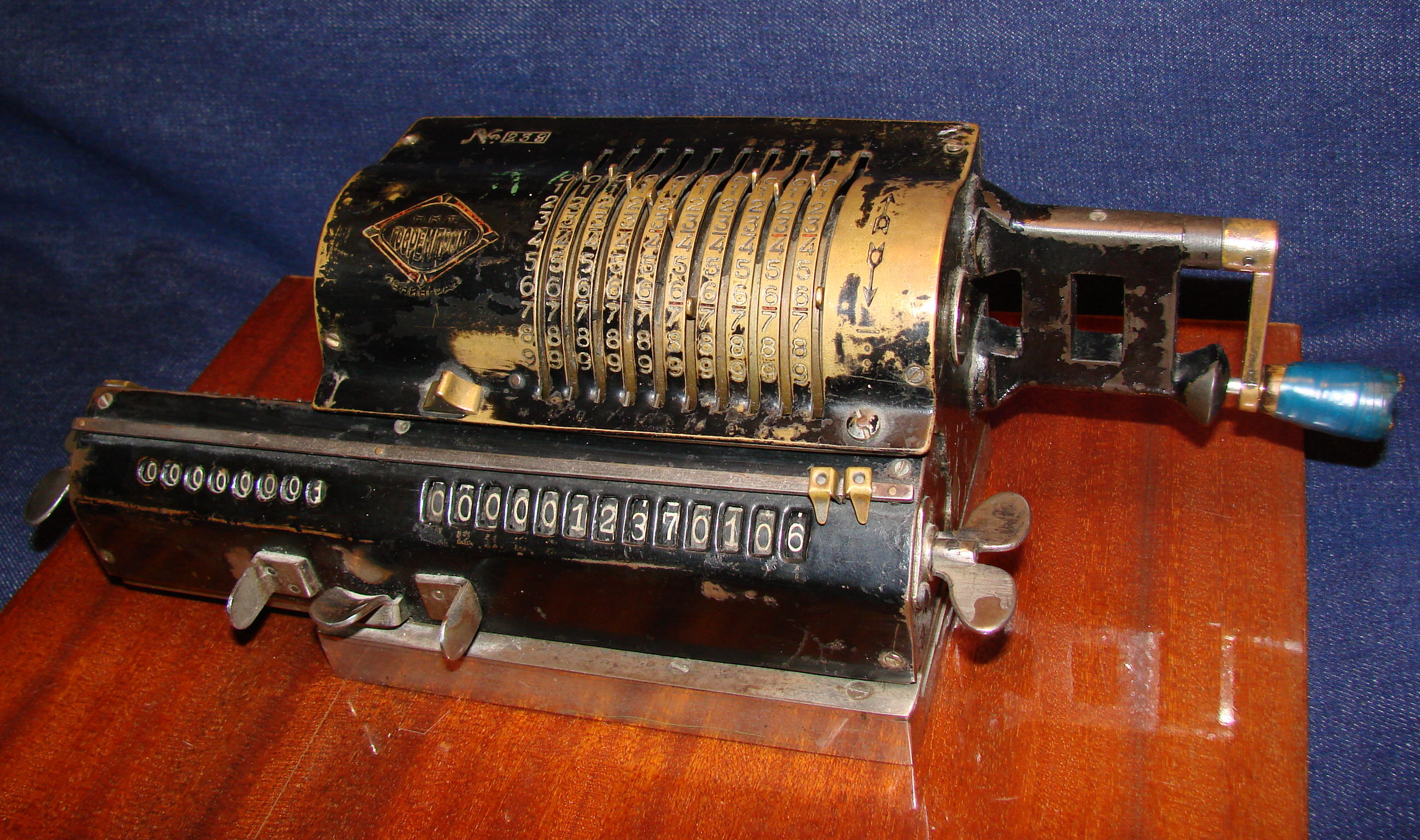
Calcolatrice meccanica russa di tipo Odhner (Gasrempom -1932)

La calcolatrice meccanica è una calcolatrice basata su dispositivi meccanici.
Fino all'avvento dell'elettronica, per almeno tre secoli, la calcolatrice meccanica è stata lo strumento di calcolo comunemente utilizzato. 
A partire dagli anni sessanta del secolo scorso, la microelettronica ha permesso di realizzare calcolatrici elettroniche da tavolo in grado di eseguire le stesse operazioni delle calcolatrici meccaniche ma caratterizzate da dimensioni e peso inferiori, facendo diventare la calcolatrice meccanica tecnologicamente superata e in pochi anni, con l'abbassamento del prezzo dei componenti microelettronici, la calcolatrice meccanica è stata completamente soppiantata da quella elettronica.

## Classificazione
Trattandosi di un oggetto prodotto per un tempo molto lungo (dagli inizi del XVII secolo a oltre la metà del XX secolo), in un numero enorme di varianti e per diverse applicazioni, le calcolatrici meccaniche possono essere classificate secondo diversi schemi
La distinzione tra macchine azionate manualmente o tramite un motore elettrico, benché utilizzata abbastanza di sovente, non è molto significativa. La presenza del motore non modifica essenzialmente la struttura della macchina. Molte calcolatrici venivano prodotte in entrambe le versioni e praticamente tutte quelle elettriche potevano essere facilmente azionate a mano in caso di mancanza di corrente o in fase di manutenzione. L'unica differenza reale è che in quelle elettriche spesso vengono aggiunti dei tasti funzionali che permettono di avviare con un unico comando delle successioni di operazioni utilizzate di frequente. Per esempio, poiché la moltiplicazione viene fatta tramite somme ripetute, molte macchine elettriche avevano un "tastierino moltiplicativo" aggiunto alla tastiera per l'immissione dei dati. Premendo il tasto 7 di questo tastierino, l'ultimo numero immesso con la tastiera normale viene sommato sette volte.
Le caratteristiche che determinano gli schemi di classificazione più utilizzati sono:

### Operazioni
Una prima classificazione funzionale è basata su quanti tipi di operazioni aritmetiche la macchina può eseguire:
1. Addizionatrici semplici (1 operazione): permettono di effettuare direttamente solo l'addizione. La sottrazione, quando possibile, viene effettuata per complemento.
2. Addizionatrici (complete) (2 operazioni): la sottrazione viene eseguita direttamente, ad es. girando una manovella nel verso opposto a quello usato per addizionare o azionando appositi comandi
3. Moltiplicatrici (3 operazioni): il numero impostato viene memorizzato e può essere sommato ripetutamente, aggiungendo eventualmente degli zeri finali.
4. Calcolatrici (complete) (4 operazioni) Normalmente la moltiplicazione viene eseguita tramite addizioni ripetute e la divisione tramite sottrazioni ripetute. In rari casi, ad es. le Millionaire[2], la moltiplicazione viene eseguita direttamente.

Vennero anche realizzate macchine, come la Friden SRW, in grado di calcolare automaticamente le radici quadrate tramite un algoritmo appropriato (metodo di Newton), che era già implementato nei meccanismi della macchina.

### Meccanismo di immissione
- Dito o stilo. Molte macchine, soprattutto addizionatrici, presentavano sulla loro superficie degli incavi, uno per ogni cifra in ogni posizione decimale, in cui inserire la punta di un dito o di uno stilo per azionare un meccanismo in grado di registrare la cifra dell'addendo o di sommarla direttamente.

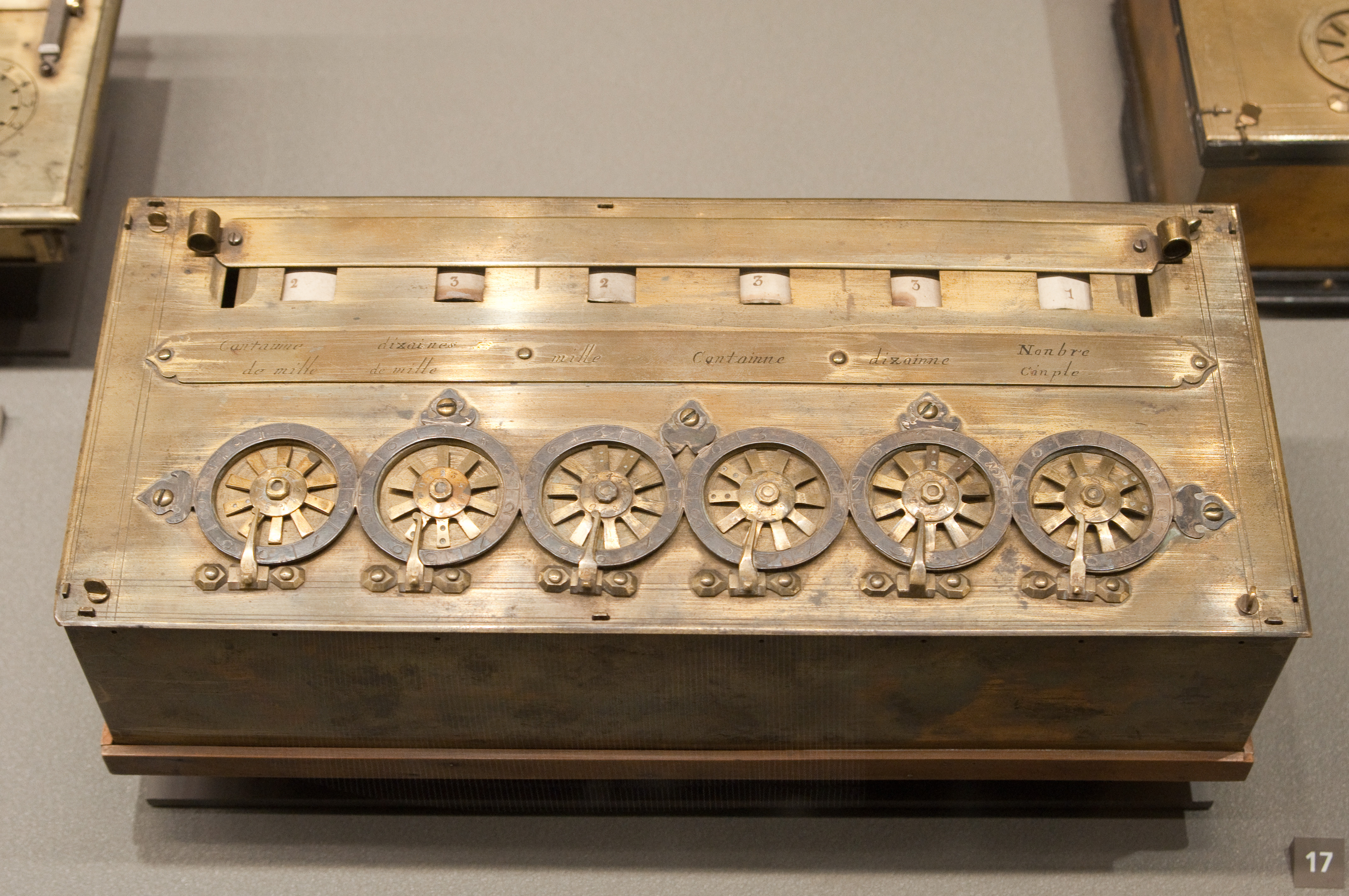
Pascalina: le ruote vengono fatte girare con la punta di un dito
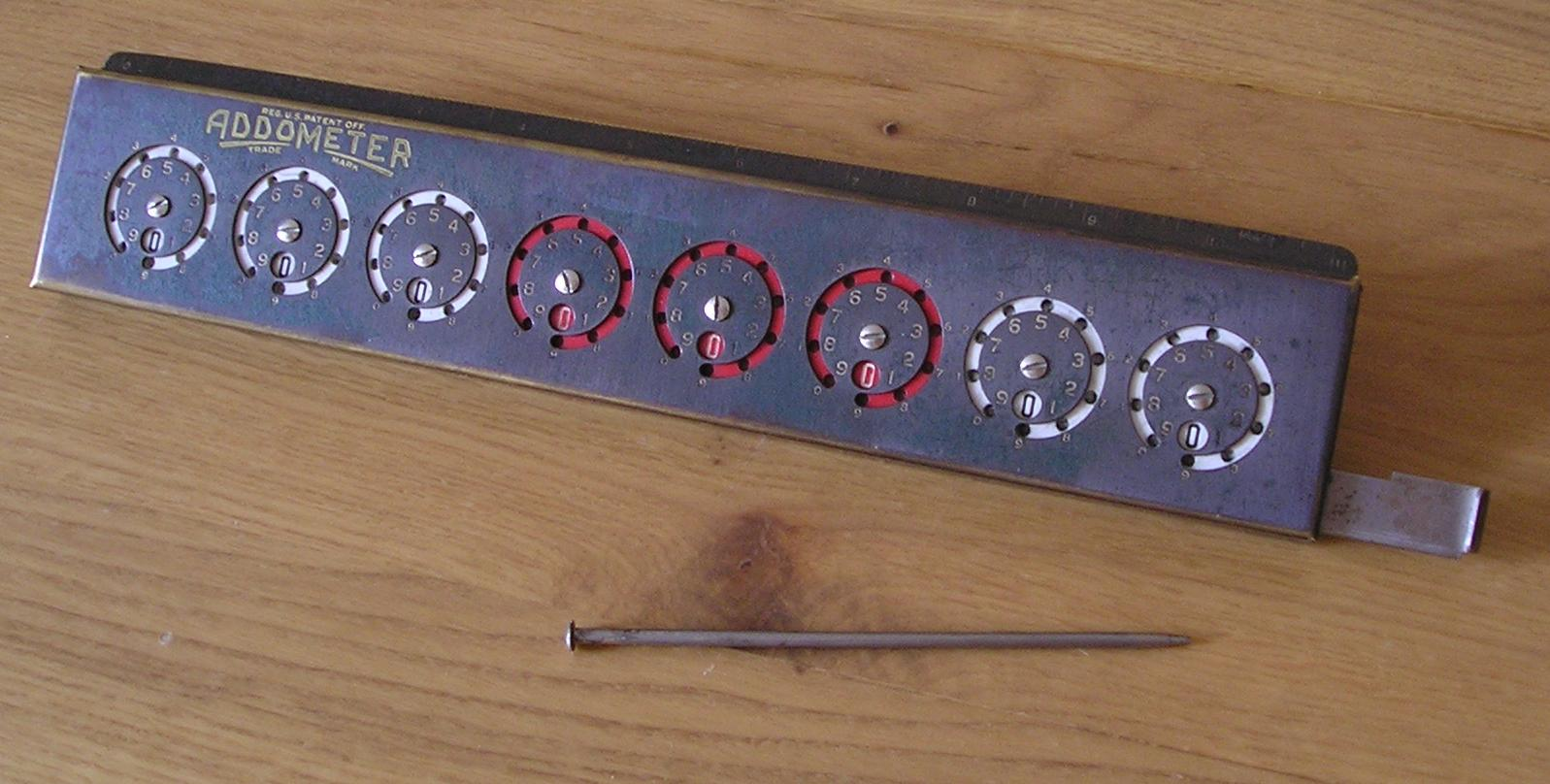
Addometer: si utilizza uno stilo
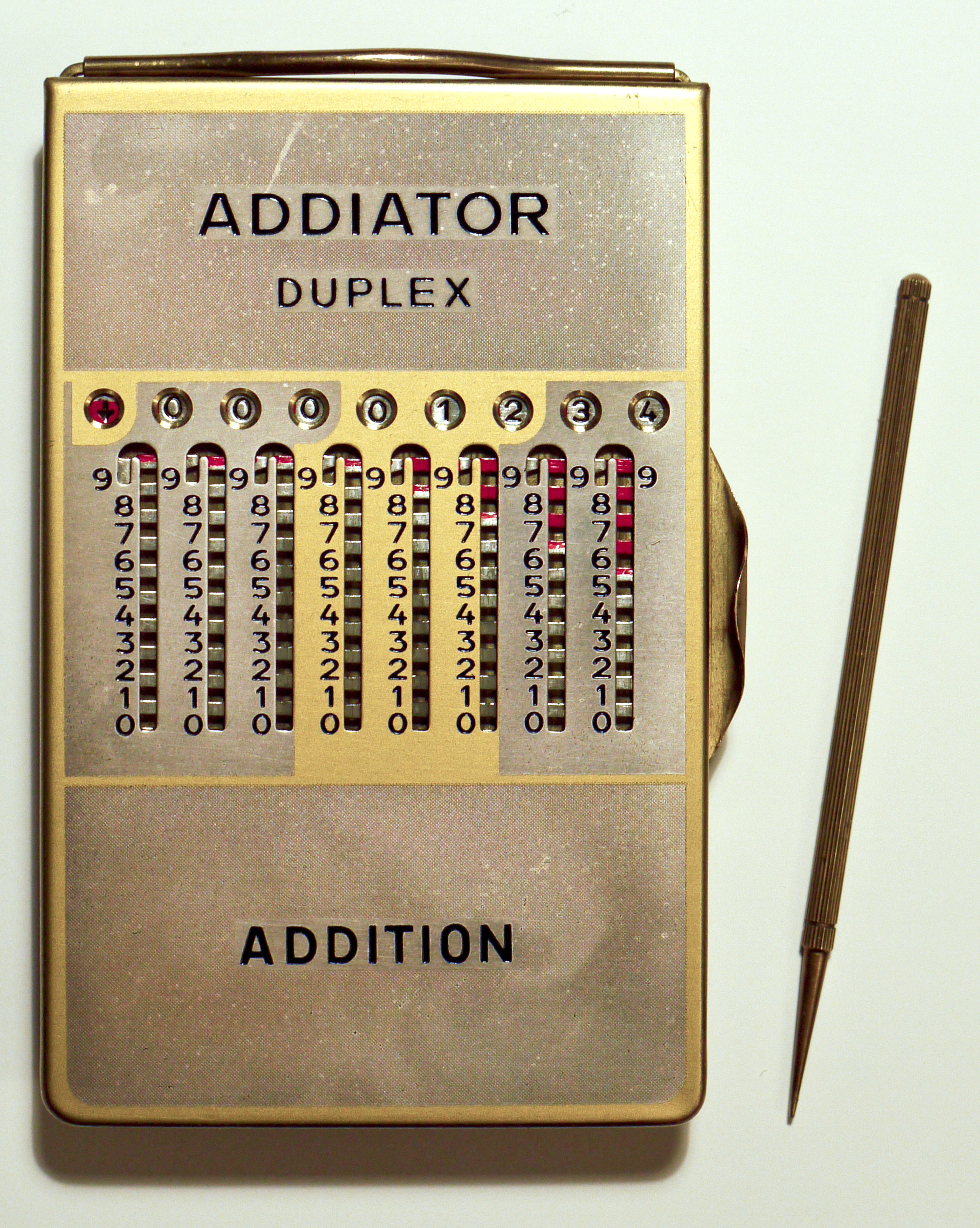
Addiator
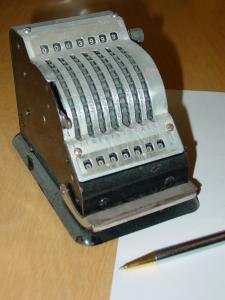
Resulta

- Cursori. Metodo diffuso soprattutto nelle calcolatrici europee, da quelle derivate dalla macchina di Leibniz a quelle tipo Odhner. In ogni posizione decimale c'è un cursore che permette di impostare la relativa cifra.

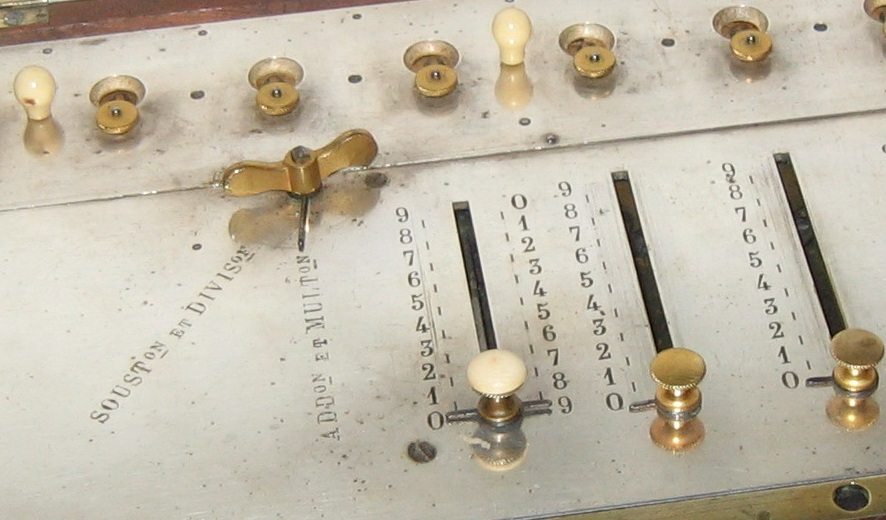
Dettaglio di un aritmometro
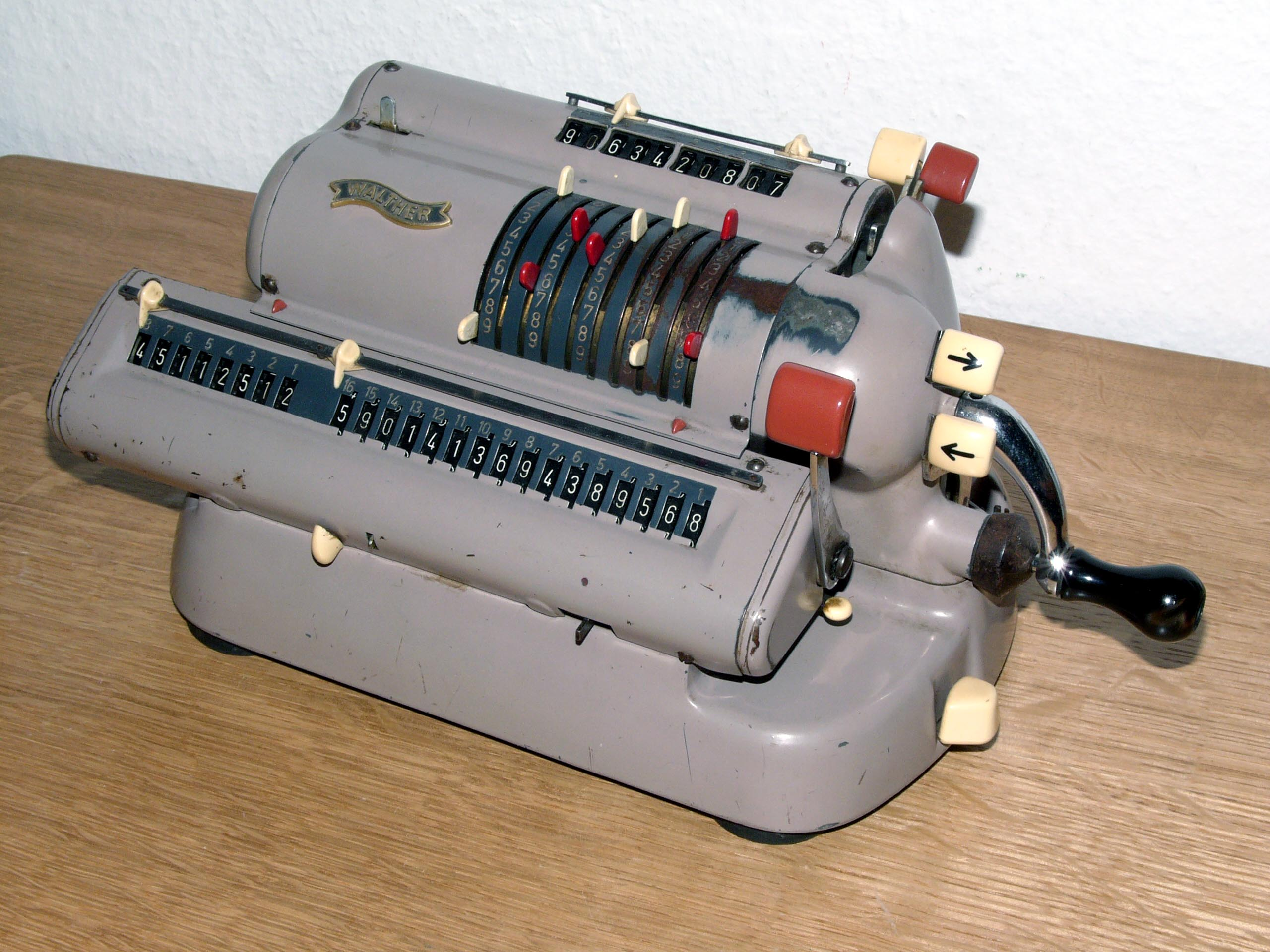
Calcolatrice tipo Odhner

- Tastiera estesa. Metodo estremamente diffuso sia per le addizionatrici che per le calcolatrici. Per ogni posizione decimale ci sono 9 tasti che permettono di impostare la cifra desiderata. Il tasto per lo zero non è indispensabile. Basta non impostare nulla. Però, spesso, è presente un tasto di annullamento che funge anche da "zero".

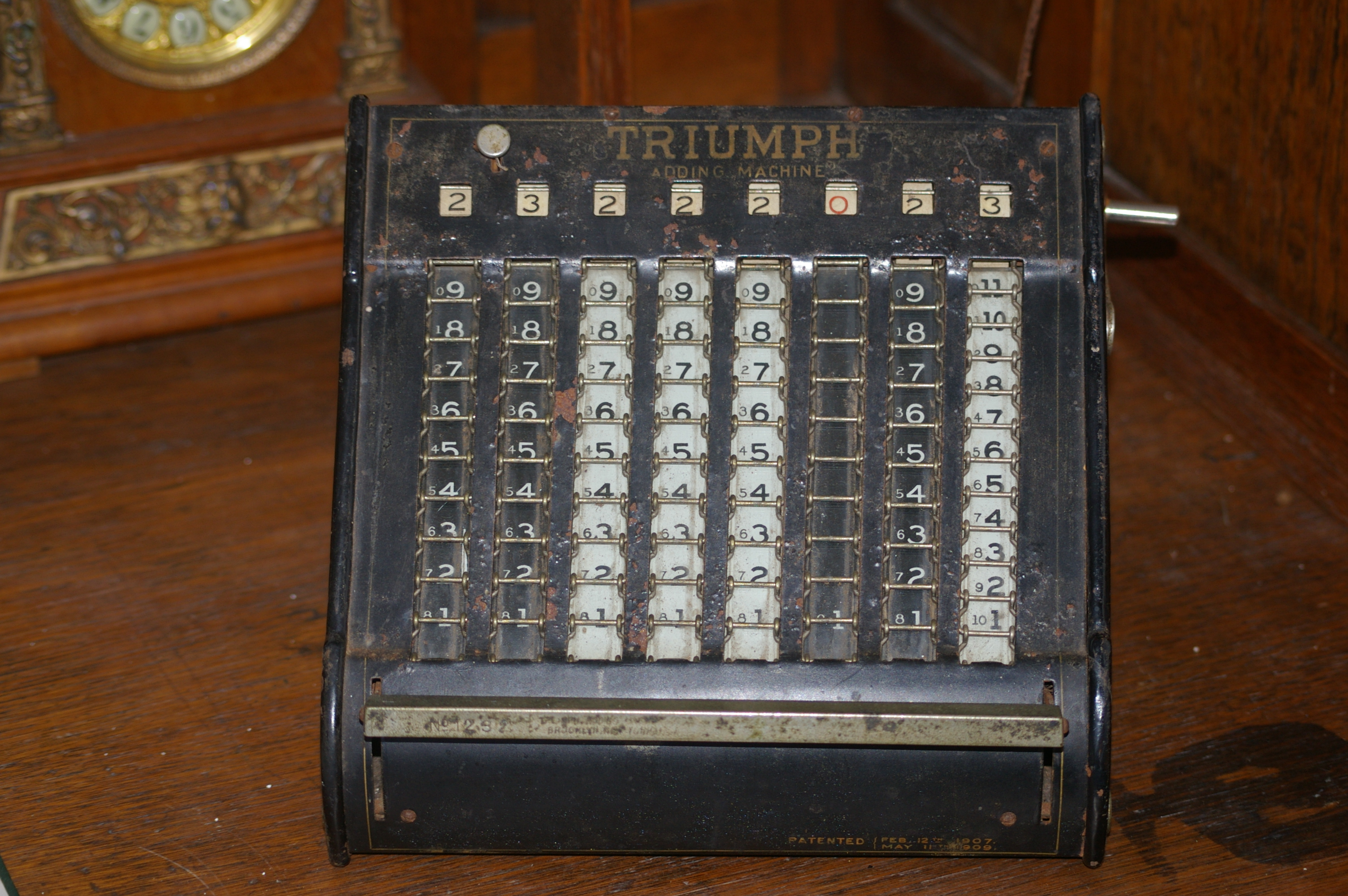
Addizionatrice Triumph
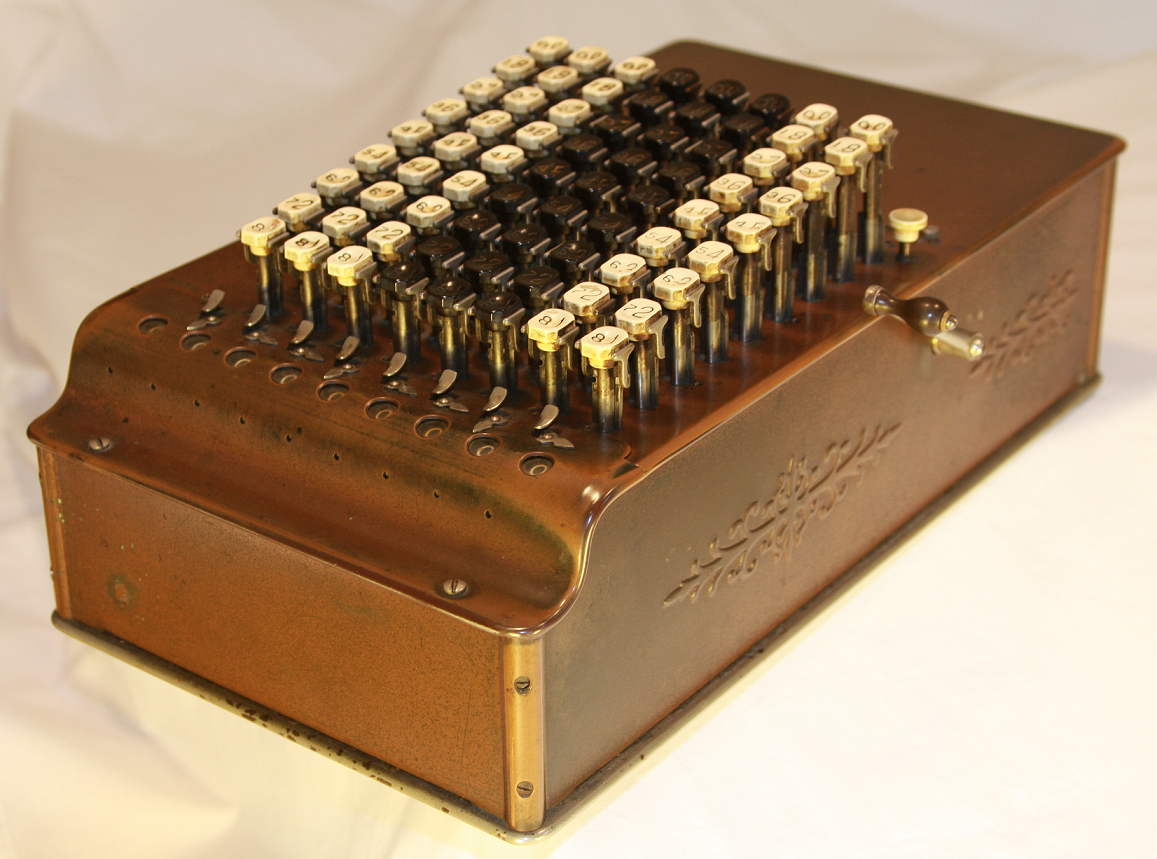
Comptometer
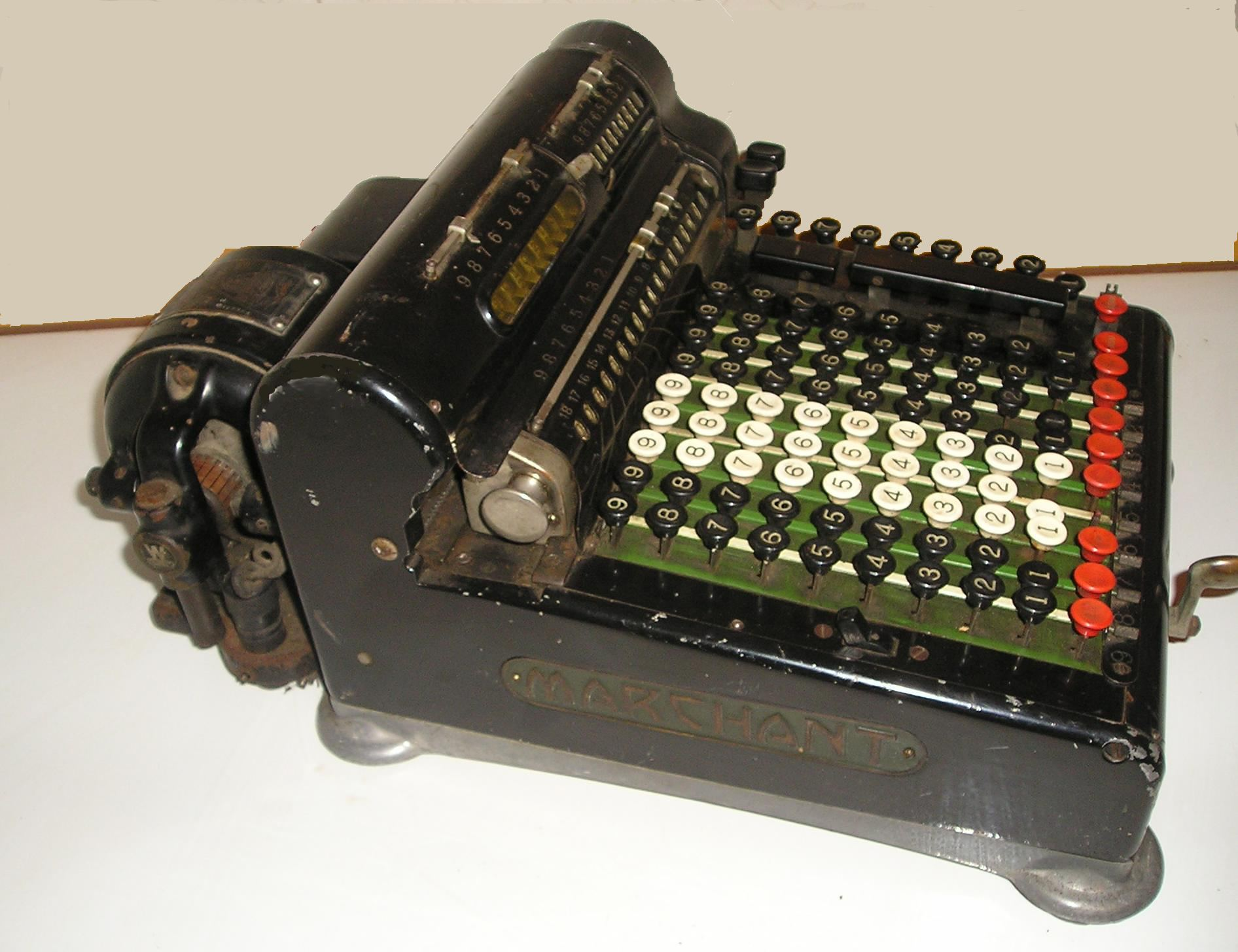
Calcolatrice Marchant

- Tastiera ridotta. Macchine simili alle attuali, con solo 10 tasti che permettono di inserire una cifra alla volta. Benché tastiere di questo tipo siano state introdotte fin dai primissimi anni del Novecento (Standard e Dalton dei fratelli Hopkins[1]), la loro diffusione fu abbastanza lenta e, inizialmente, limitata esclusivamente alle addizionatrici.[3] La prima calcolatrice a tastiera ridotta (tipo Dalton) fu la Facit T del 1932. Dopo circa 10 anni, venne imitata dalle italiane Everest Z, che utilizzavano un proprio diverso schema di tasti. Come risulta dagli esempi, i tasti potevano essere disposti in vario modo[4], su una, due o tre righe. Gli schemi più diffusi erano quello Dalton (su due righe) e quello Sundstrand. Quest'ultimo venne introdotto nel 1914 ed è quello attualmente in uso nella stragrande maggioranza delle tastiere numeriche.

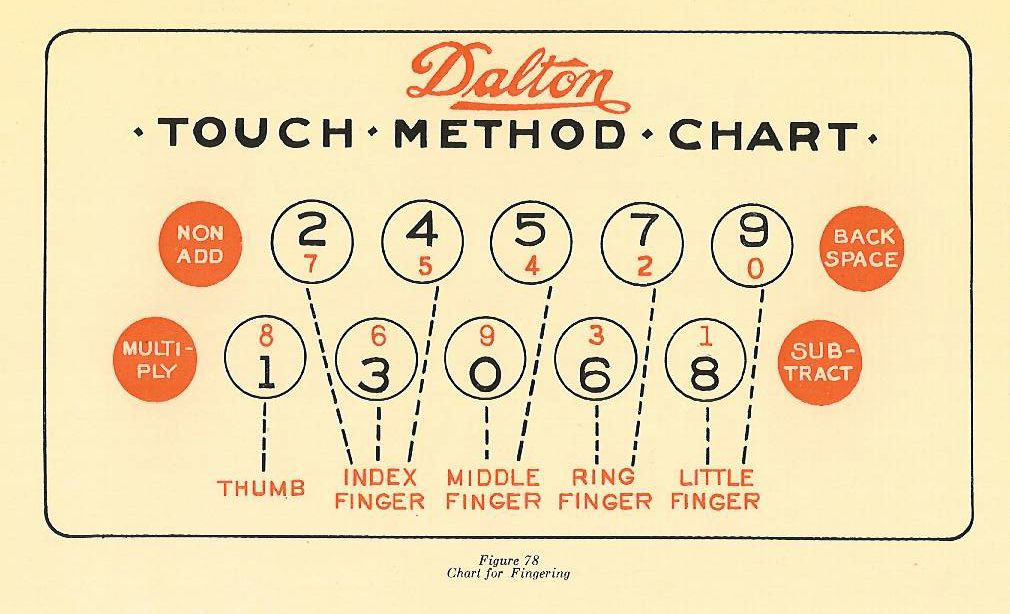
Tastiera tipo Dalton
Tastiera tipo Sundstrand
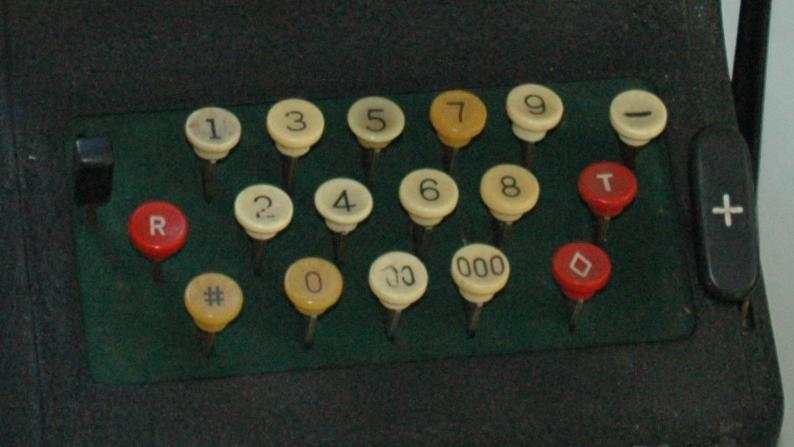
Tastiera tipo Astra
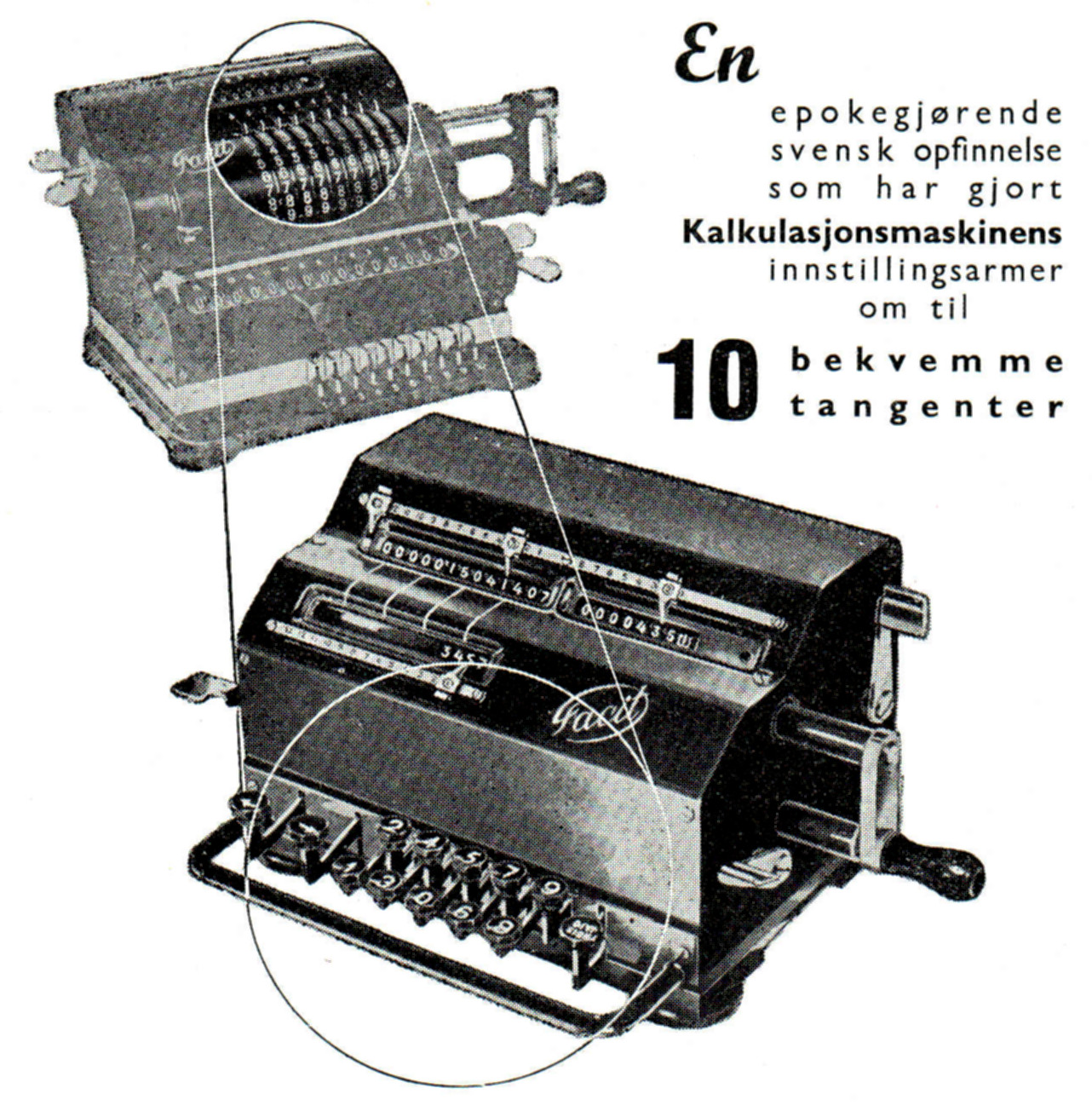
Pubblicità Facit (1935)
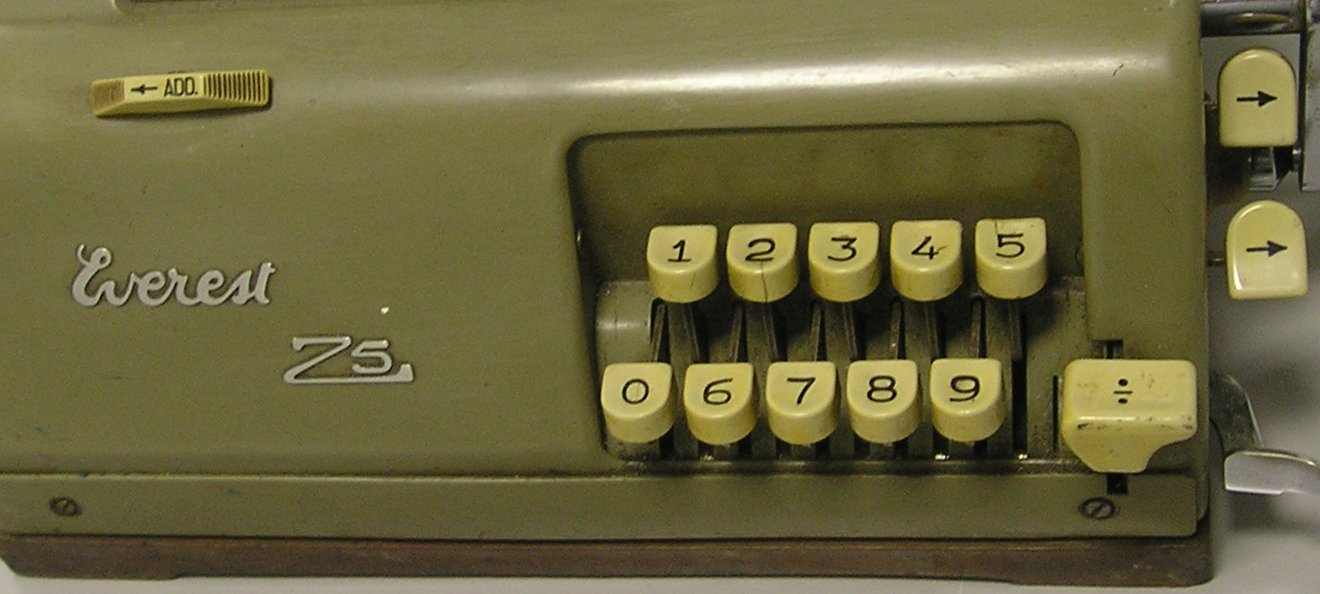
Tastiera calcolatrici Everest Z (1942-1962)

#### Visualizzazione dei risultati
Forse questa è la distinzione più immediatamente visibile tra i vari tipi di calcolatrice.
- non-scriventi, ossia prive di ogni dispositivo di stampa. Il risultato delle operazioni e (non sempre) i dati immessi sono visibili sulla macchina tramite delle piccole finestre, una per ogni cifra. Sotto di queste vi è un disco che ruota[5], azionato dal meccanismo di calcolo, in modo da mostrare la cifra richiesta. In questa tipologia rientrano le addizionatrici più economiche e quasi tutte le calcolatrici a quattro operazioni.
- scriventi, che stampano dati e risultati su un nastro di carta. Era la categoria più diffusa tra le macchine da ufficio da quando Burroughs iniziò la produzione delle proprie macchine.
- contabili, in grado di utilizzare fogli di ampie dimensioni su cui stampare, oltre i numeri, anche dei testi o di organizzare la stampa in più colonne. Tra queste possiamo individuare due grandi tipologie a seconda se sono costruttivamente derivate da un'addizionatrice[6] o da una macchina per scrivere[7]. Nel primo caso, al modello base di addizionatrice, veniva aggiunto un carrello di stampa più ampio, dei tasti alfabetici o per la stampa di frasi standard e la possibilità di eseguire i calcoli su più colonne. Nel secondo, venivano aggiunti degli elementi di calcolo a una macchina per scrivere e una tastiera numerica per comandarli.

## Storia
Il più antico strumento noto di calcolo meccanico è la macchina di Anticitera, usato per il calcolo del moto dei pianeti nel II-I secolo a.C. Però deve essere considerato più come antenato dell'astrolabio, che della calcolatrice.
Nel 1609 Guidobaldo del Monte realizza un moltiplicatore meccanico per calcolare le frazioni di grado. Si basa su un sistema di quattro ingranaggi, la rotazione di un indice su un quadrante corrisponde a 60 rotazioni di un altro indice su di un quadrante opposto. Grazie alla macchina è possibile evitare errori nel calcolo dei primi, secondi, terzi e quarti di grado. 

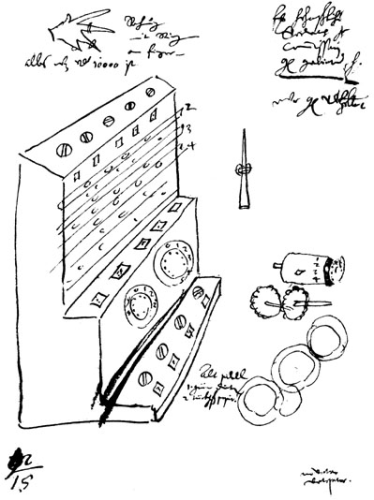
Disegno originale della calcolatrice di Wilhelm Schickard

Nel 1623 Wilhelm Schickard costruì la prima macchina meccanica per le addizioni. Sfortunatamente l'unico modello prodotto venne distrutto in un incendio e l'inventore morì di peste poco dopo. L'esistenza di questa macchina è stata scoperta solo recentemente grazie alla descrizione contenuta in una lettera di Schickard a Keplero.
Nel 1642 Blaise Pascal, all'oscuro della macchina di Schickard, inventò una macchina per le addizioni e le sottrazioni, la cui realizzazione richiese due anni di lavoro. Della sua macchina, che viene detta Pascalina, furono prodotti e venduti una cinquantina di esemplari, alcuni dei quali ancora esistenti. La macchina impiegava il principio del riporto automatico da una ruota di calcolo a quella adiacente dopo una rotazione corrispondente a dieci unità.
Nel 1673 Leibniz presentò alla Royal Society di Londra il primo calcolatore meccanico in grado di eseguire anche moltiplicazioni e divisioni.
Al momento della presentazione il calcolatore non era ancora terminato, ma il progetto gli permise di venir ammesso all'unanimità alla Royal Society.
La calcolatrice, che si basa su un nuovo meccanismo detto ruota di Leibniz, fu completata solo nel 1694. Una macchina calcolatrice meccanica basata su un differente meccanismo fu inventata in maniera autonoma da Giovanni Poleni nel 1709.
A causa della precisione necessaria nella sua costruzione, la produzione commerciale di questo apparecchio non fu però fattibile fin verso la metà del XIX secolo, quando Xavier Thomas de Colmar realizzò l'Aritmometro (1820). La ruota di Leibniz, in forma modificata, fu ancora usata nel 1948 da Curt Herzstark per la costruzione della Curta, una calcolatrice meccanica tascabile.

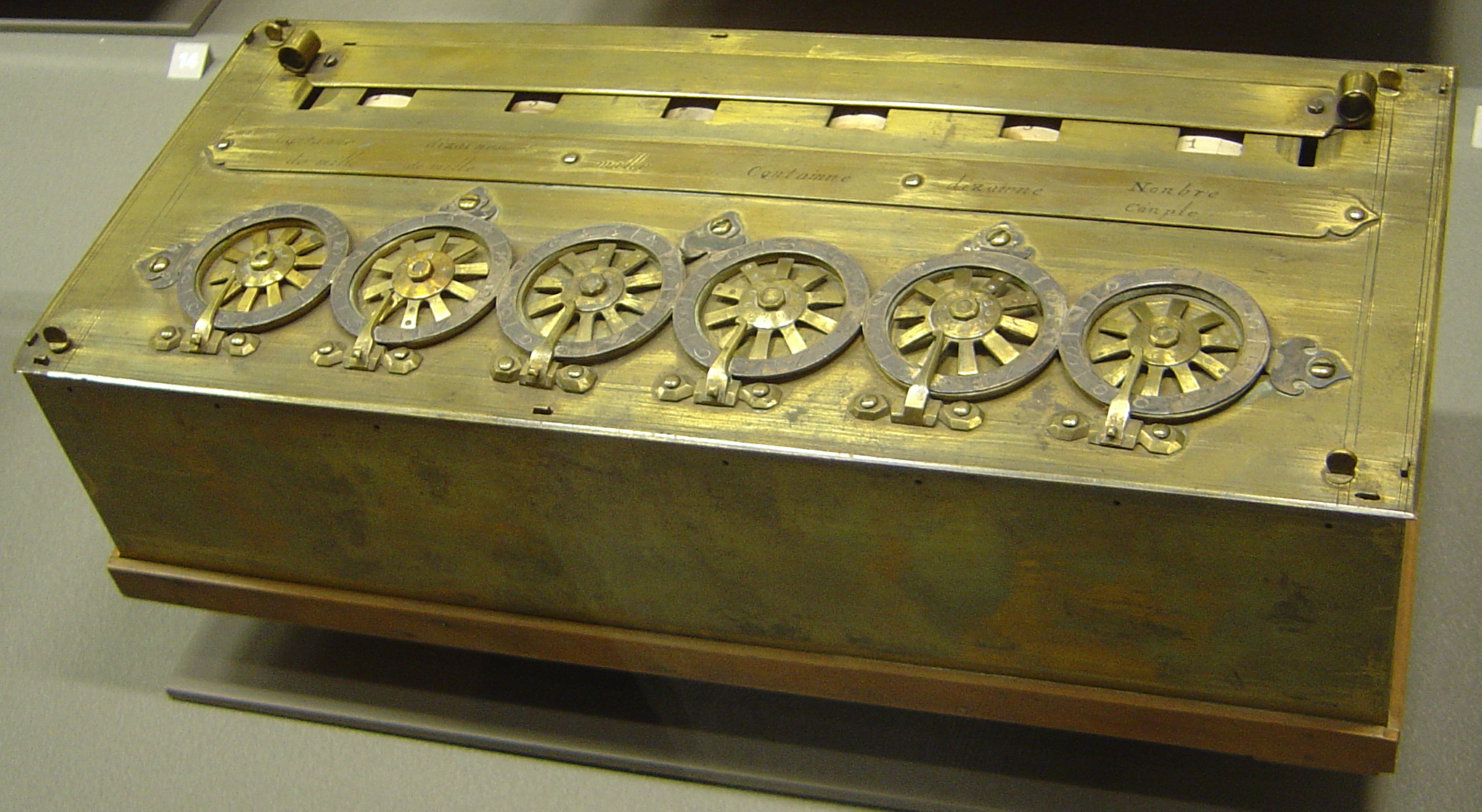
Pascalina
funzionamento del cilindro di Leibniz
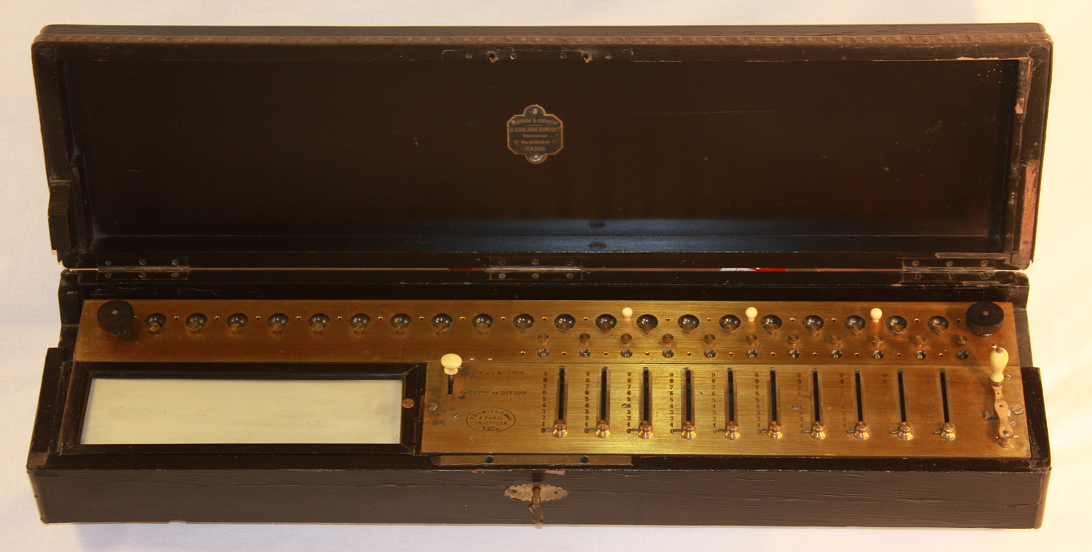
Aritmometro di Thomas de Colmar

Lo sviluppo del calcolo meccanico riprese vigorosamente solo nell'Ottocento, quando la nascente industria meccanica di precisione mise a disposizione i mezzi per realizzare e perfezionare le idee dei primi precursori.
Nel 1822 Charles Babbage presentò il modello di una macchina differenziale, che non realizzò completamente, in grado di tabellizzare automaticamente una funzione polinomiale qualunque. Questa macchina avrebbe dovuto essere azionata da un motore a vapore. Iniziò inoltre il progetto per una macchina analitica programmabile, la quale «aveva già tutte le caratteristiche fondamentali delle macchine da calcolo moderne, delle quali applicava i principi logici essenziali».
La macchina differenziale verrà realizzata nel 1991 al Science Museum di Londra seguendo i progetti originali.

Sviluppo delle calcolatrici meccaniche nel XIX secolo

Negli anni a cavallo tra Ottocento e Novecento videro la luce molte calcolatrici che influenzeranno tutto lo sviluppo dei decenni successivi: Willgodt Theophil Odhner e Stephen F. Baldwin inventarono indipendentemente la ruota a denti mobili che poi equipaggerà molte calcolatrici famose (Brunsviga, Facit, .); Dorr Felt brevettò la Comptometer (la prima calcolatrice a tasti); William S. Burroughs produsse la prima addizionatrice scrivente; Hubert Hopkins progettò la Dalton, la prima addizionatrice a 10 tasti.
Dalla fine dell'Ottocento fino agli anni 1960 ebbero un notevole successo commerciale le addizionatrici a cremagliera. Si trattava di macchine molto economiche e compatte in grado di eseguire addizioni e sottrazioni. I modelli più conosciuti, il cui nome è spesso utilizzato per indicare l'intera categoria, furono il Troncet (il primo ad avere un certo successo) e i vari Addiator (prodotti in milioni di esemplari).

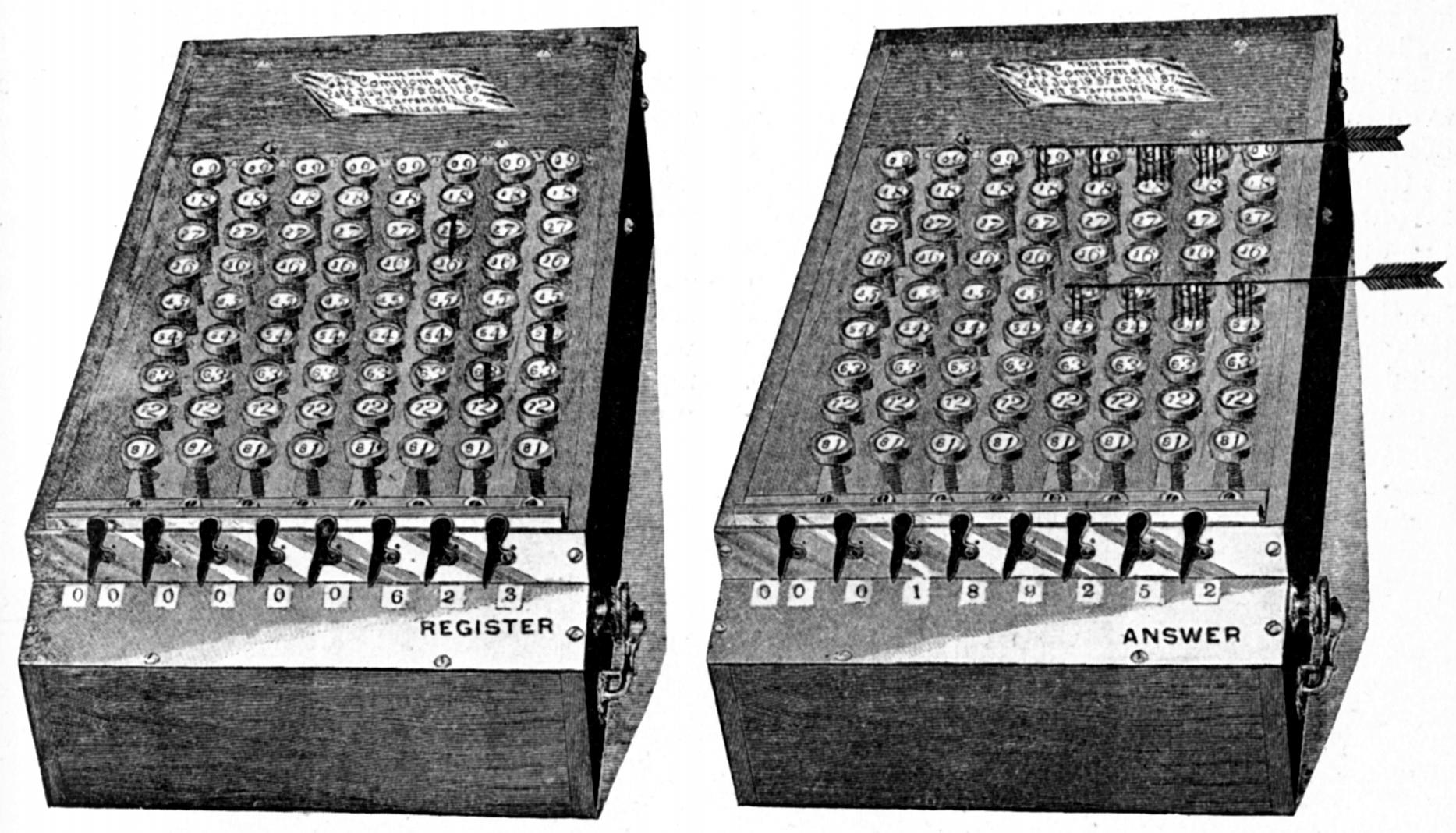
Disegno del Comptometer (1887)
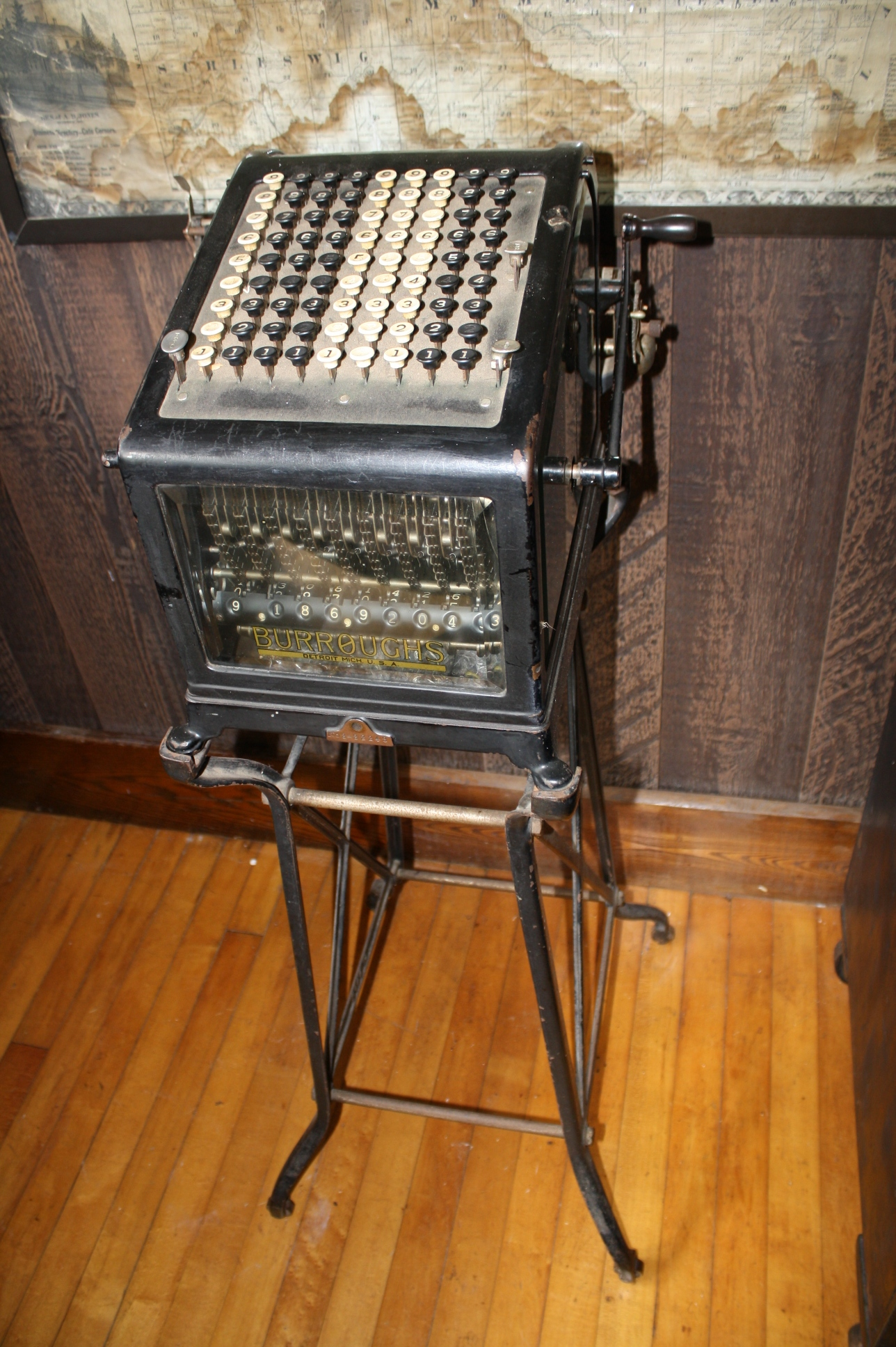
Addizionatrice Burroughs
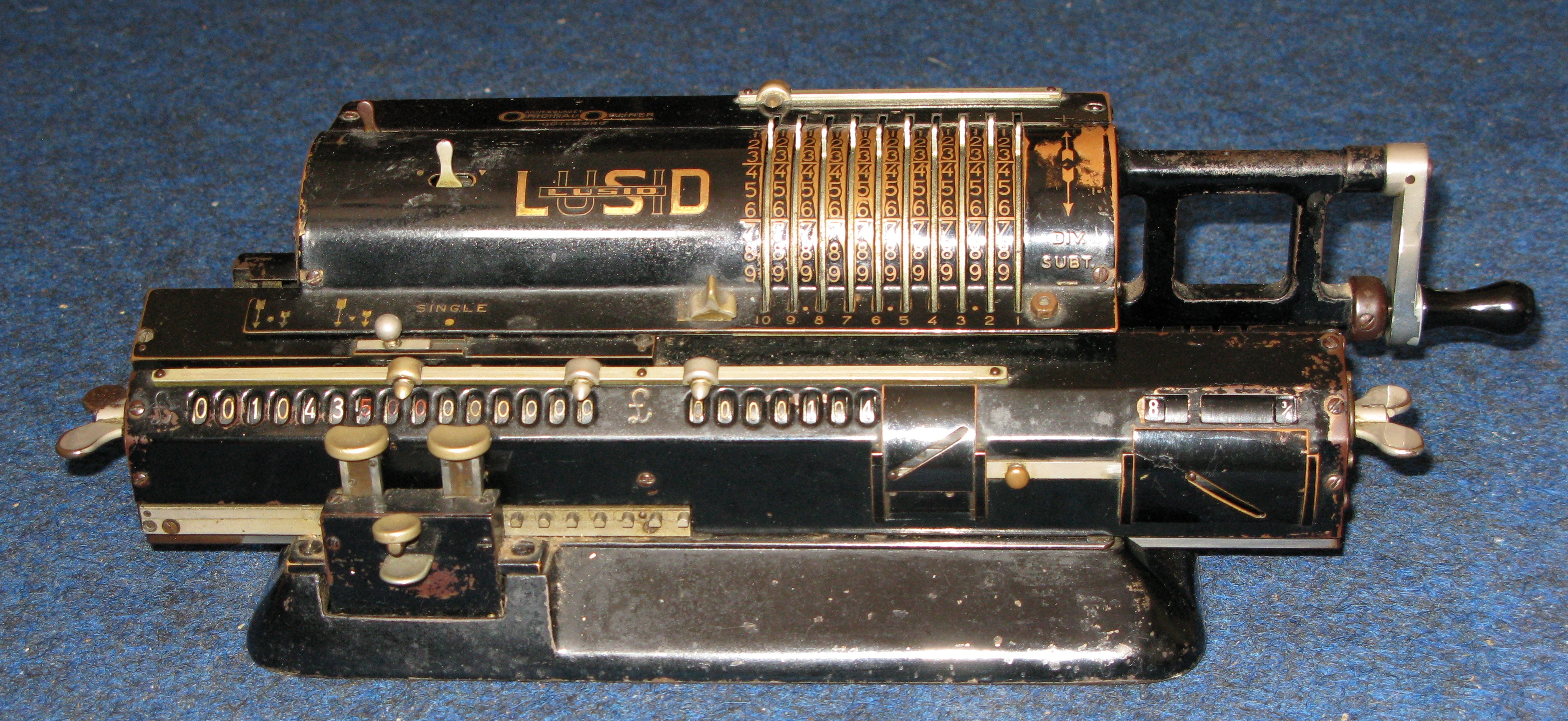
Calcolatrice Odhner
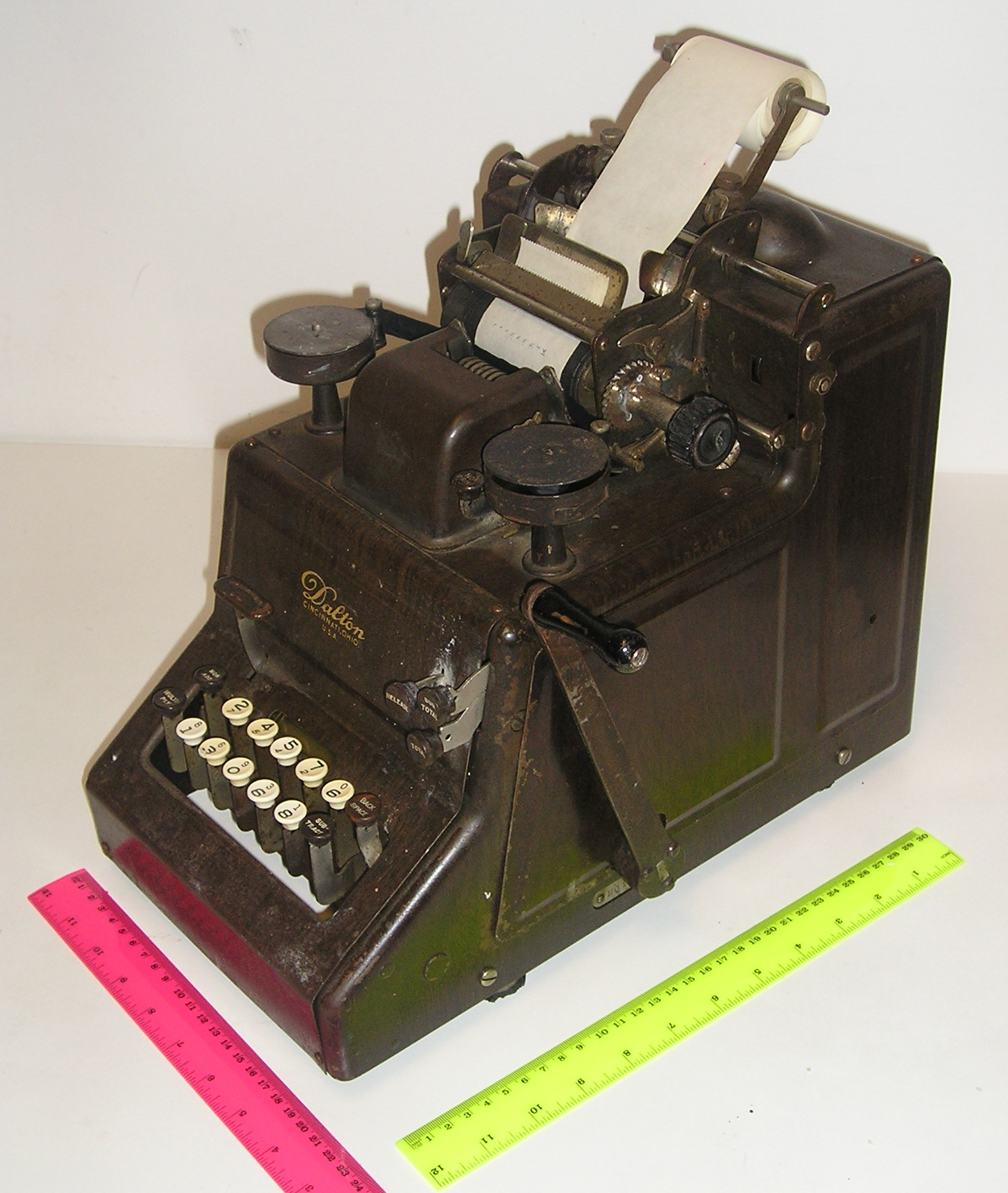
Addizionatrice Dalton
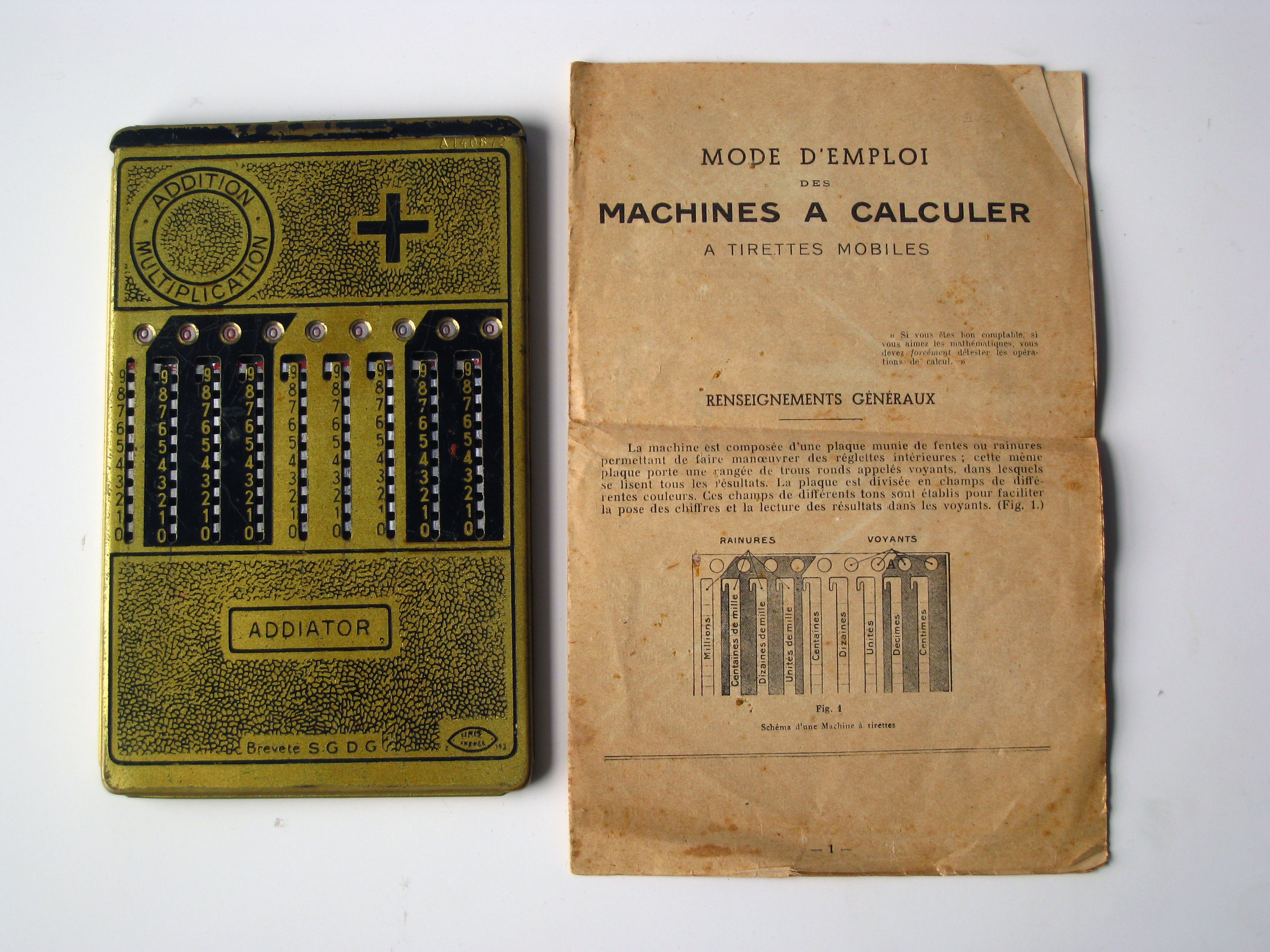
Addiator

In Italia, nel 1897, Carlo Fossa Mancini brevettò la prima addizionatrice italiana prodotta industrialmente, sia pure in Francia. L'industria italiana resterà esclusa abbastanza a lungo da questo mercato. Le prime macchine italiane di un certo rilievo commerciale arrivarono solo a metà degli anni trenta, sulla spinta dell'autarchia. Tra queste si possono ricordare la calcolatrice Numeria e le addizionatrici Alfa e Totalia, quest'ultima prodotta su licenza della svedese Addo. Nel dopoguerra si assisterà a un vero boom anche in questo settore e nel 1963, grazie soprattutto all'Olivetti, l'Italia diventerà il più grande esportatore mondiale di calcolatrici meccaniche.
Vi era una forte differenza di costo e di modalità d'uso tra addizionatrici (+ e -) e calcolatrici (+, -, *, /), tanto da considerarle due prodotti commerciali diversi. Le prime, a partire dalle Dalton, hanno spesso un dispositivo di stampa e una tastiera "ridotta" con solo 10 tasti. Le seconde, fino al secondo dopoguerra, non sono mai stampanti (tranne sporadici tentativi senza molto successo) e hanno quasi sempre una tastiera estesa o dei cursori per immettere i dati. L'unica eccezione di rilievo sono le calcolatrici  Facit T  e le loro imitazioni (ad es. le italiane Everest Z). Quindi è particolarmente significativo il fatto che la Olivetti abbia introdotto nel 1945 la Divisumma-14, progettata da Natale Capellaro, che costituisce uno dei primissimi esempi a livello mondiale di calcolatrice scrivente a tastiera ridotta e la prima macchina da calcolo italiana ad avere un successo internazionale.
Nel 1956 Natale Capellaro progetta, in Olivetti, la macchina da calcolo elettrica Tetractys, dotata di due totalizzatori e memoria, dalla quale, sulle stesse linee di montaggio, verranno anche prodotte due versioni meno performanti denominate "Divisumma 24" ed "Elettrosumma". Con la matricola incisa a pantografo sul basamento in ghisa, queste tre macchine rimasero in produzione per oltre 15 anni ed esportate nel Regno Unito, negli Stati Uniti e in Canada. Le versioni destinate ai paesi con rete elettrica a 115 volt, differivano nel motore elettrico (70 watt) e nel passo (più stretto) della vite senza fine, ricavata nel prolungamento dell'asse motore che azionava l'ingranaggio principale frizionato, realizzato in tela bachelizzata. Alcune versioni di questa classe di macchine da calcolo, definita MC24, disponevano di un carrello tabulatore simile a quello di una macchina da scrivere; i cinematismi, interamente in metallo, erano azionati da camme a profili multipli sinterizzate. La lubrificazione a vita comprendeva quattro tipi diversi di lubrificante posti nei punti di maggior attrito.

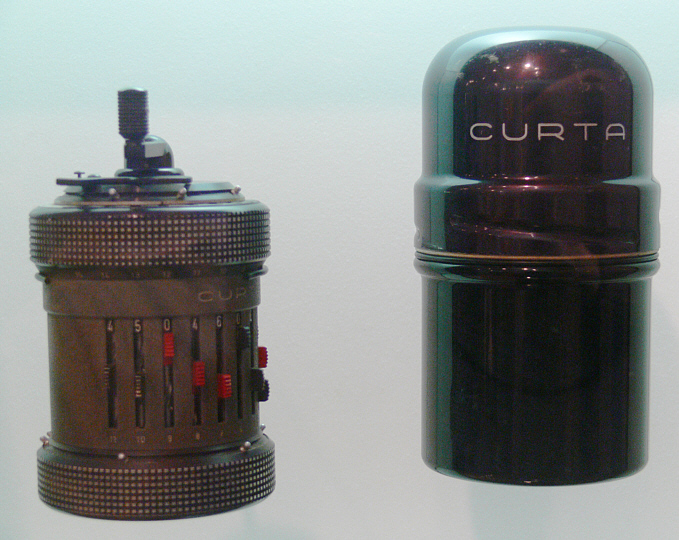
Calcolatrice Curta
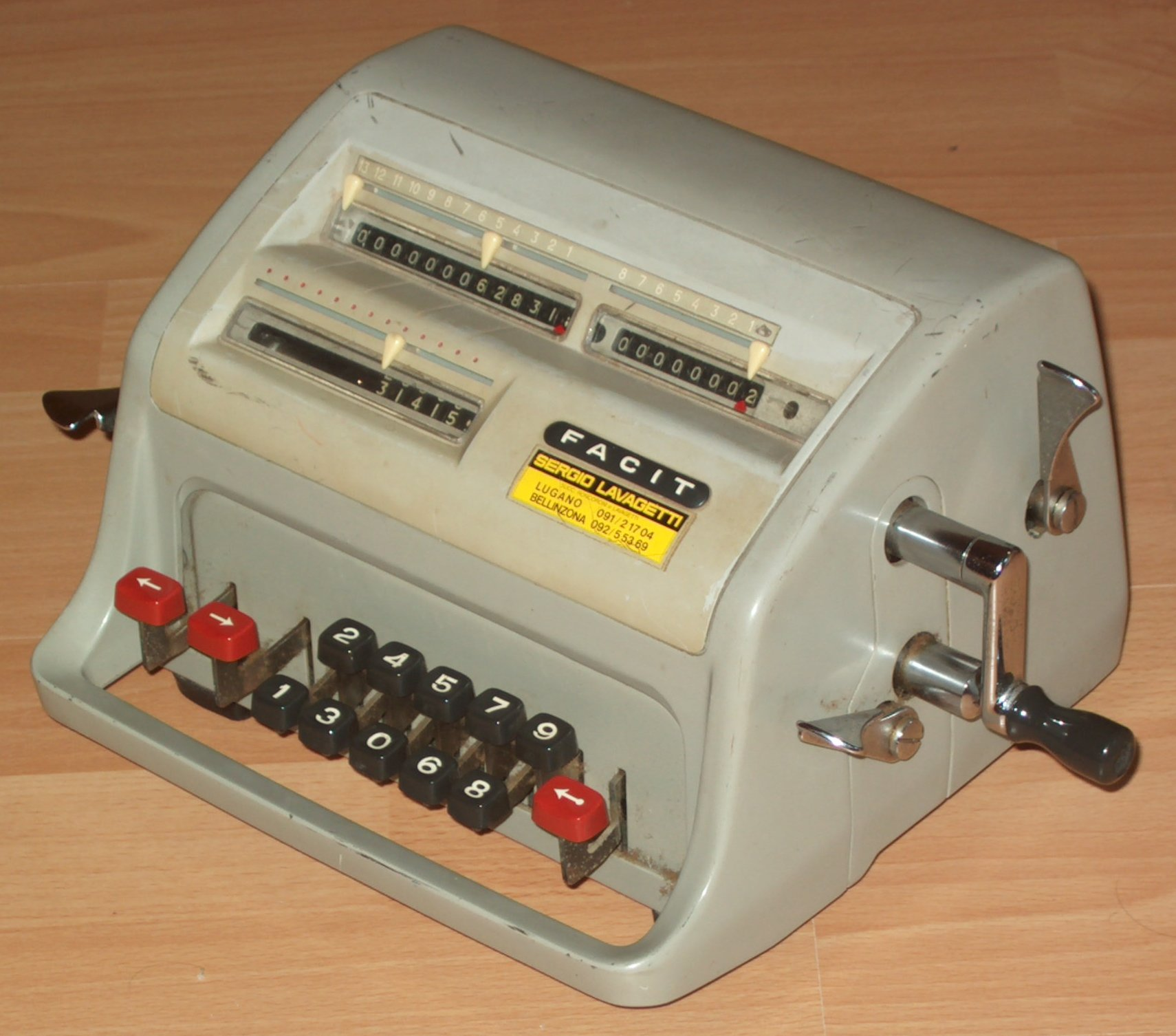
Calcolatrice meccanica Facit c1-13 del 1962
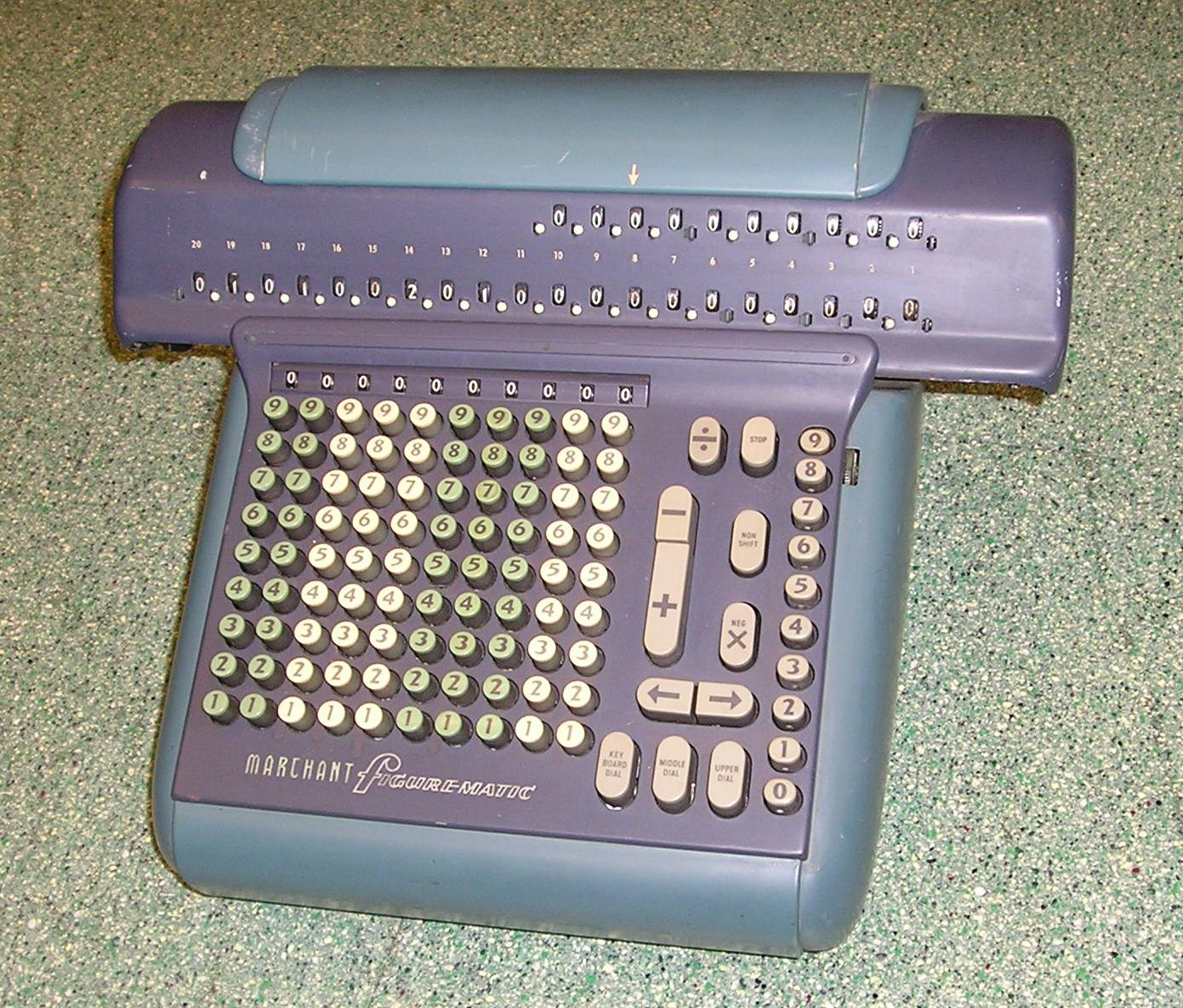
Calcolatrice Marchant Figurematic-10SDX
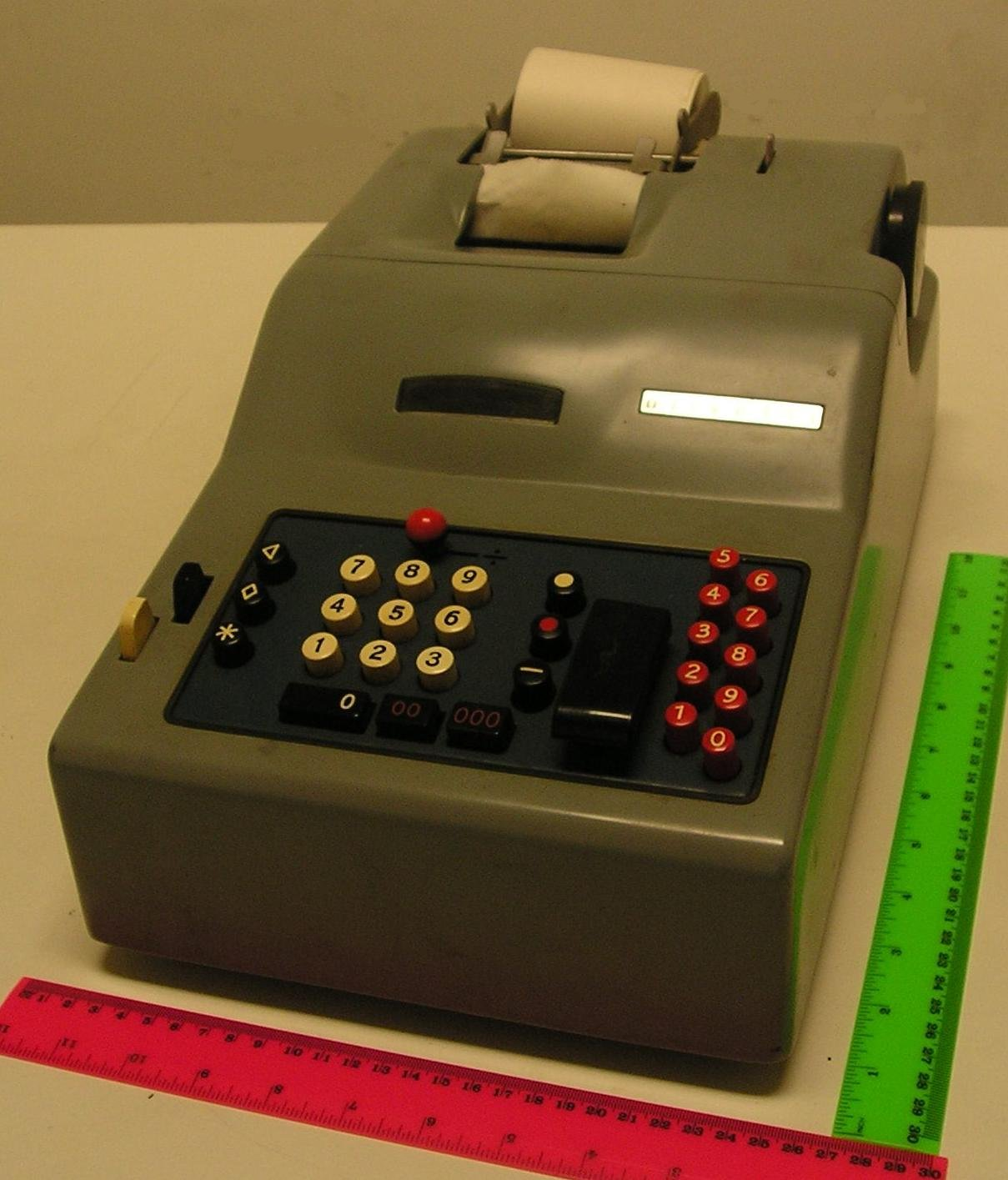
Olivetti Divisumma-14 (1945)